# Oriënt-Express

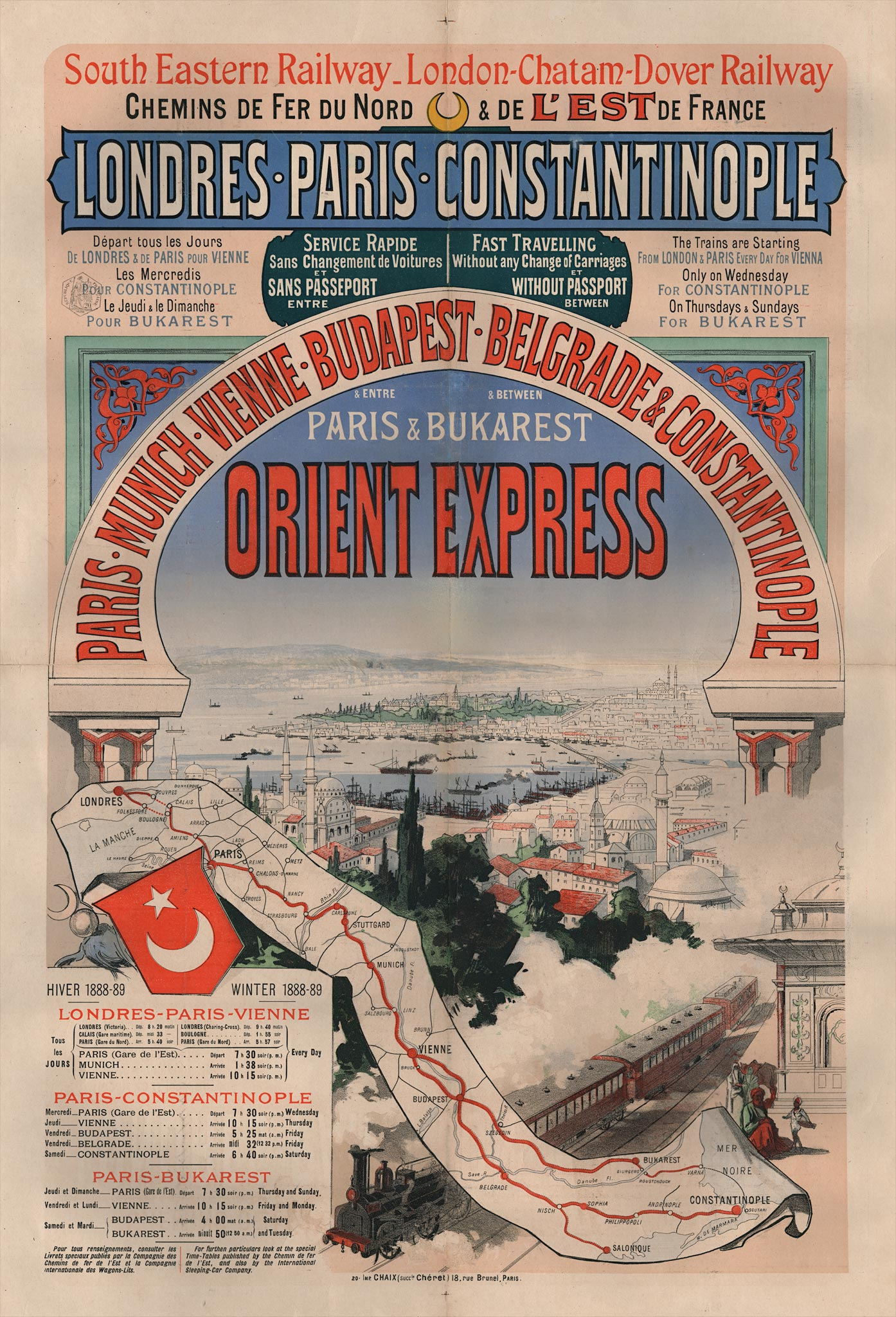
Poster van de Oriënt-Express

De Oriënt-Express was een beroemde luxetrein van de Belgische Compagnie Internationale des Wagons-Lits (CIWL) die van Parijs (met aansluiting vanuit Londen) naar Istanboel, voorheen Constantinopel, reed. Deze trein reed als lijndienst, met onderbrekingen en via verschillende routes, onder verschillende namen tussen 1883 en 1977. Tot 13 december 2009 reed de trein als een internationale trein tussen Straatsburg en Wenen. Ook worden onder de naam Oriënt-Express speciale nostalgische ritten georganiseerd. Er is een overstap in München of Frankfurt vereist voor een treinreis tussen Parijs en Wenen.

## Geschiedenis
De Oriënt-Express was de vervulling van de droom van de Belgische ingenieur Georges Nagelmackers om internationaal treinreizen in Europa mogelijk te maken. Nagelmackers was op het idee gekomen op een reis in de Verenigde Staten, waar hij kennis maakte met dergelijke langeafstandstreinen. De Oriënt-Express was de eerste en ook de belangrijkste internationale trein die door de door hem opgezette CIWL werd gereden. Het is begonnen als demonstratieproject om te laten zien hoe veel sneller en comfortabeler internationaal treinreizen kon zijn als je de reis niet voortdurend hoeft te onderbreken om te eten, te slapen, over te stappen tussen verschillende maatschappijen en voor grensformaliteiten (afhandeling van douaneformaliteiten tijdens de rit zou echter nog op zich laten wachten). Hiertoe creëerde hij een trein die gold als een hotel op wielen, met slaaprijtuigen en een restauratiewagen.
Nagelmackers heeft al zijn diplomatieke gaven moeten inzetten om de onderhandelingen hierover met nationale regeringen en spoorwegmaatschappijen tot een goed einde te brengen. Hij kon daarbij gebruikmaken van het relatienetwerk van het bankiershuis van zijn familie, dat onder meer de Belgische koning Leopold II van de financiële middelen voor diens luxueuze levensstijl voorzag. Voordat deze trein in gebruik kon worden genomen moesten gedetailleerde afspraken gemaakt worden met meerdere spoorwegmaatschappijen. De rijtuigen werden door de CIWL geleverd, de locomotieven door de betrokken maatschappijen.
Om de Oriënt-Express te kunnen begrijpen moeten we ons realiseren dat de grenzen en politieke realiteit in het Europa van 1870 totaal anders waren dan in het Europa van na 1989. Groot-Brittannië was de leidende handelsnatie in de wereld maar zonder territoriale ambities op het Europese continent. Daar waren Frankrijk, het Habsburgse rijk (Oostenrijk-Hongarije) en het Ottomaanse Rijk de grootmachten. Pruisen was een opkomende grootheid die nog niet echt voor vol werd aangezien. Nagelmackers ging de hoofdsteden van Groot-Brittannië (Londen), Frankrijk (Parijs), Oostenrijk-Hongarije (Wenen) en het Ottomaanse Rijk (Istanboel) met elkaar verbinden en had dus een project van groot politiek belang.

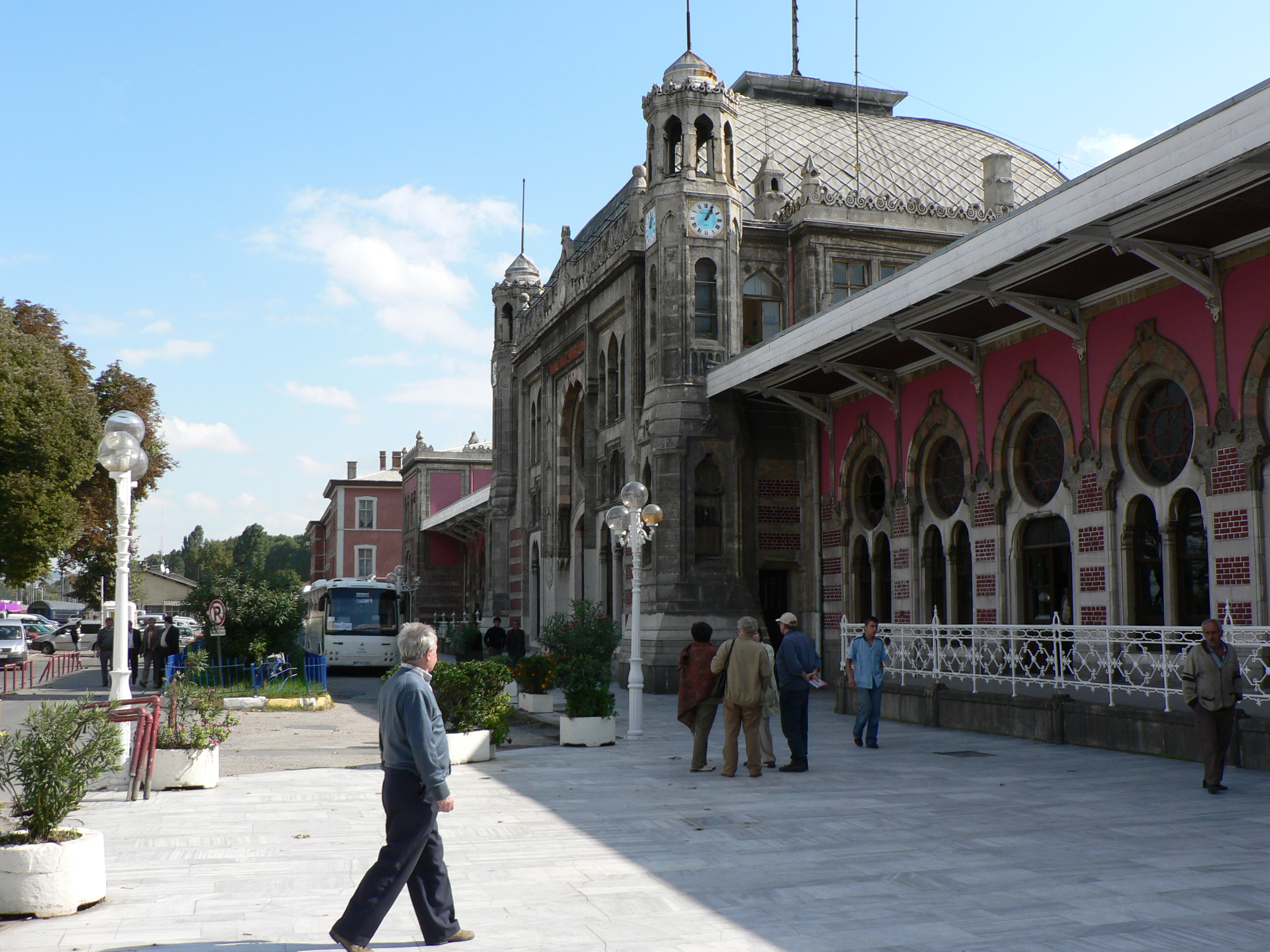
Eindstation van de Oriënt-Express (Sirkeci), Istanboel

In de krap honderd jaar dat de Oriënt-Express bestaan heeft is Europa het toneel geweest van meerdere conflicten en oorlogen. De Oriënt-Express heeft hierbij een belangrijke rol gespeeld, als verbinding om staatshoofden, diplomaten en spionnen (vergezeld door kunstenaars en andere bohemiens) tussen de hoofdsteden te vervoeren, maar ook als slachtoffer van aanslagen of doordat de dienst als gevolg van oorlogshandelingen moest worden stilgelegd. De trein voerde door de notoir instabiele Balkan, waar de orthodox-christelijke bevolking afwisselend door het islamitische Ottomaanse Rijk en het rooms-katholieke Habsburgse rijk onderdrukt was en voor haar vrijheid vocht. Deze politieke context en het avontuur van een reis die nooit helemaal zeker was gaven de trein zijn roem, waaraan ook is bijgedragen door verschillende romans, waaronder A. den Doolaards Oriënt-Express, Sherlock Holmes, Agatha Christies Moord in de Oriënt-expres, Ian Flemings From Russia with Love, Graham Greenes Stamboul Train en Maurice Dekobra's Madone des Sleepings.
Als vervolg op de Oriënt-Express heeft CIWL een netwerk van internationale treinen, slaaprijtuigen en restauratierijtuigen opgezet dat heel Europa omspande en vertakkingen had tot ver daar buiten. Het heeft de norm gezet voor internationale treinen en internationaal reizen aanzienlijk vergemakkelijkt. Pas in de tweede helft van de 20e eeuw raakte dit systeem achterhaald door het vliegtuig.

### Train Éclair

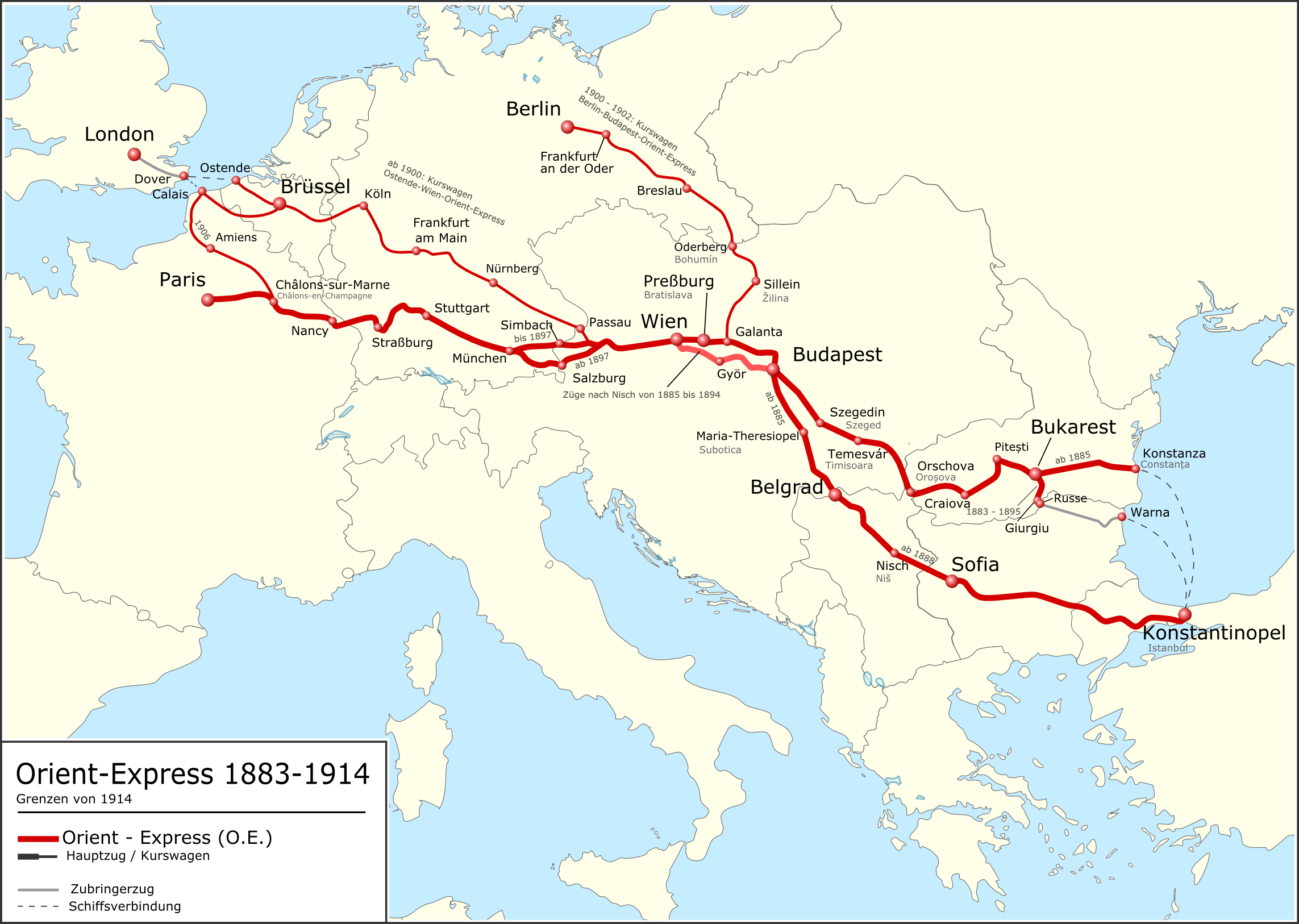
De routes tussen 1883-1914

In 1882 liet Nagelmackers een eerste proeftrein, de Train Éclair van Parijs naar Wenen rijden, via Straatsburg en München. Toen de echte Oriënt-Express een jaar later van start ging was de railverbinding naar Istanboel nog niet gereed. Als alternatief stuurde Nagelmackers de trein (via Boedapest) naar de Roemeense stad Giurgewo waar de reizigers dienden over te stappen op een veerdienst over de Donau. Die voer hen naar Rustschuk waar een tweede trein op hen wachtte die hen op zijn beurt naar de Bulgaarse havenstad Varna bracht, vanwaar de reizigers per boot verder konden naar Constantinopel.

### Operationeel

Routes

De trein werd officieel ingewijd op 4 oktober 1883, toen deze al enkele maanden reed. De trein vertrok om 19:30 uit het Parijse "Gare de Strasbourg" (het huidige Gare de l'Est) met aan boord hooggeplaatste genodigden, journalisten en Georges Nagelmackers zelf. De reis duurde toen 76 uur. In 1885 kon door de verdere aanleg voor spoorlijnen de tak naar Belgrado, als deel van de route naar Constantinopel over land, in gebruik genomen worden. Verder werd vanaf 1885 van Boekarest doorgereden naar Constanta zodat de reizigers aldaar konden overstappen op de boot naar Constantinopel en de route via het Donauveer en Bulgarije kon worden vermeden. In Oostenrijk-Hongarije werd tussen 1885 en 1894 tussen Wenen en Boedapest niet langs de Donau maar via Györ gereden. Vanaf 1889 kon de trein zijn eindbestemming en station Sirkeci over land bereiken.

### Route en dienstregeling
De afstanden tussen haakjes komen uit de dienstregeling van 1883, deze zijn gemeten over de route via Salzburg die pas in 1897 in gebruik kwam en langer is dan de echt afgelegde route via Simbach.

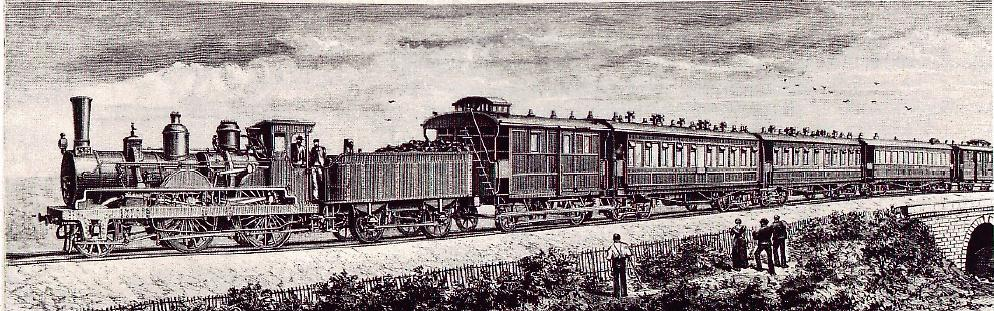
De eerste Orient-Express in 1883

| 1883                   | 1883                        | 1883                                          | 1883        | 1883              |  | 1885  | 1885              | 1885                        | 1885 | 1885  |
| PC                     | land                        | station                                       | km          | CP                |  | PC    | land              | station                     | km   | CP    |
| 19:30                  | Frankrijk                   | Paris Strasbourg                              | 0           | 18:00             |  | 19:30 | Frankrijk         | Paris Strasbourg            | 0    | 06:00 |
| ↓                      | Frankrijk                   |                                               |             | ↑                 |  | 21:45 | Frankrijk         | Épernay                     |      | 03:42 |
| ↓                      | Frankrijk                   |                                               |             | ↑                 |  | 22:22 | Frankrijk         | Chalons                     |      | 03:01 |
| ↓                      | Frankrijk                   |                                               |             | ↑                 |  | 23:42 | Frankrijk         | Bar-le-Duc                  |      | 01:43 |
| ↓                      | Frankrijk                   |                                               |             | ↑                 |  | ↓     | Frankrijk         | Toul                        |      | 00:34 |
| 01:35                  | Frankrijk                   | Nancy                                         | 353         | 11:47             |  | 01:24 | Frankrijk         | Nancy                       | 353  | 23:56 |
| 02:41 02:44 03:12      | Frankrijk Duitse Keizerrijk | Avricourt grens Franse tijd grens Duitse tijd | 410 411     | 10:24 10:21 10:43 |  | 02:30 | Frankrijk         | Igney-Avricourt             | 410  | 22:10 |
| 05:02                  | Duitse Keizerrijk           | Straatsburg                                   | 503         | 08:39             |  | 04:44 | Duitse Keizerrijk | Straatsburg                 | 503  | 21:06 |
| ↓                      | Duitse Keizerrijk           |                                               |             | ↑                 |  | 05:21 | Duitse Keizerrijk | Appenweier                  |      | 20:11 |
| ↓                      | Duitse Keizerrijk           | Baden-Baden                                   | 577         | ↑                 |  | 06:00 | Duitse Keizerrijk | Oos                         | 577  | 20:01 |
| 07:00                  | Duitse Keizerrijk           | Karlsruhe                                     | 606         | 06:46             |  | 06:35 | Duitse Keizerrijk | Karlsruhe                   | 606  | 19:19 |
| 07:48                  | Duitse Keizerrijk           | Pforzheim                                     | 637         | 06:02             |  | 07:22 | Duitse Keizerrijk | Pforzheim                   | 637  | 18:39 |
| 09:18 09:23            | Duitse Keizerrijk           | Stuttgart                                     | 696         | 04:35 04:40       |  | 07:47 | Duitse Keizerrijk | Mühlacker                   | 649  | 18:20 |
| ↓                      | Duitse Keizerrijk           | Canstatt                                      | 700         | ↑                 |  | 08:44 | Duitse Keizerrijk | Stuttgart                   | 696  | 17:14 |
| 11:30 11:45            | Duitse Keizerrijk           | Ulm                                           | 790         | 02:34 02:32       |  | 11:06 | Duitse Keizerrijk | Ulm                         | 790  | 15:21 |
| 13:24 13:27            | Duitse Keizerrijk           | Augsburg                                      | 875         | 01:00 00:57       |  | 12:15 | Duitse Keizerrijk | Augsburg                    | 875  | 13:49 |
| 14:35 14:40            | Duitse Keizerrijk           | München                                       | 937         | 23:49 23:45       |  | 13:53 | Duitse Keizerrijk | München                     | 937  | 12:33 |
| 17:00                  | Duitse Keizerrijk           | Simbach                                       | 1060        | 21:25             |  | 16:38 | Duitse Keizerrijk | Simbach                     | 1060 | 10:14 |
| ↓                      | Oostenrijk                  | Wels                                          |             | ↑                 |  | 18:26 | Oostenrijk        | Wels                        | 1150 | 08:13 |
| ↓                      | Oostenrijk                  | Linz                                          |             | ↑                 |  | 18:53 | Oostenrijk        | Linz                        | 1175 | 07:15 |
| ↓                      | Oostenrijk                  | Amstetten                                     |             | ↑                 |  | 20:04 | Oostenrijk        | Amstetten                   | 1237 | 06:32 |
| ↓                      | Oostenrijk                  | St. Pölten                                    |             | ↑                 |  | 21:18 | Oostenrijk        | St. Pölten                  | 1298 | 05:19 |
| 23:15 23:25            | Oostenrijk                  | Wenen West                                    | 1358 (1404) | 15:25 14:47       |  | 22:40 | Oostenrijk        | Wenen West                  | 1358 | 03:36 |
| ↓                      | Oostenrijk                  | Stadlau                                       | 1368 (1414) | ↑                 |  | 00:10 | Oostenrijk        | Bruck a/d Leitha            | 1411 | 02:37 |
| ↓                      | Hongarije                   | Pozsony                                       |             | ↑                 |  | 02:25 | Hongarije         | Györ                        | 1489 | 01:26 |
| ↓                      | Hongarije                   | Galanta                                       |             | ↑                 |  | 03:21 | Hongarije         | Komárom Ujazony             | 1526 | 00:40 |
| 06:17                  | Hongarije                   | Boedapest-Nyugati pályaudvar                  | 1636 (1682) | 10:08             |  | 05:40 | Hongarije         | Boedapest-Keleti pályaudvar | 1630 | 22:20 |
| 13:14                  | Hongarije                   | Temesvar                                      | (1984)      | 04:23             |  | 08:24 | Hongarije         | Kis-Korös                   | 1737 | 20:12 |
| 18:16                  | Hongarije                   | Orșova                                        | (2173)      | 23:44             |  | 09:39 | Hongarije         | Szabadka                    | 1803 | 18:56 |
| 18:21                  | Hongarije                   | Orsova douane                                 | (2175)      | 23:34             |  | 11:29 | Hongarije         | Ujvidek                     | 1901 | 17:00 |
| 18:30                  | Roemenië                    | Verciorova                                    | (2178)      | 23:25             |  | 12:38 | Hongarije         | Zimony                      | 1973 | 15:32 |
| 04:45 05:15            | Roemenië                    | Boekarest                                     | (2560)      | 15:30 15:00       |  | 13:10 | Servië            | Belgrado                    | 1979 | 15:20 |
| 06:45                  | Roemenië                    | Giurgewo                                      | (2627)      | 13:30             |  |       |                   |                             |      |       |
| Veerboot over de Donau |                             |                                               |             |                   |  |       |                   |                             |      |       |
| 09:31                  | Bulgarije                   | Rutschuk                                      |             | 12:00             |  |       |                   |                             |      |       |
| 16:31 17:00            | Bulgarije                   | Varna                                         |             | 05:00 03:00       |  |       |                   |                             |      |       |
| 06:00                  | Ottomaanse Rijk             | Constantinopel - Sirkeci                      |             | 12:30             |  |       |                   |                             |      |       |

In 1889 is de trein een half uur eerder in Wenen en is het vertrek uit Belgrado al om 12:32 uur voor de, dan nieuwe, etappe naar Constantinopel waar de trein de volgende avond om 18:40 uur station Sirkeçi bereikte.

## Arlberg

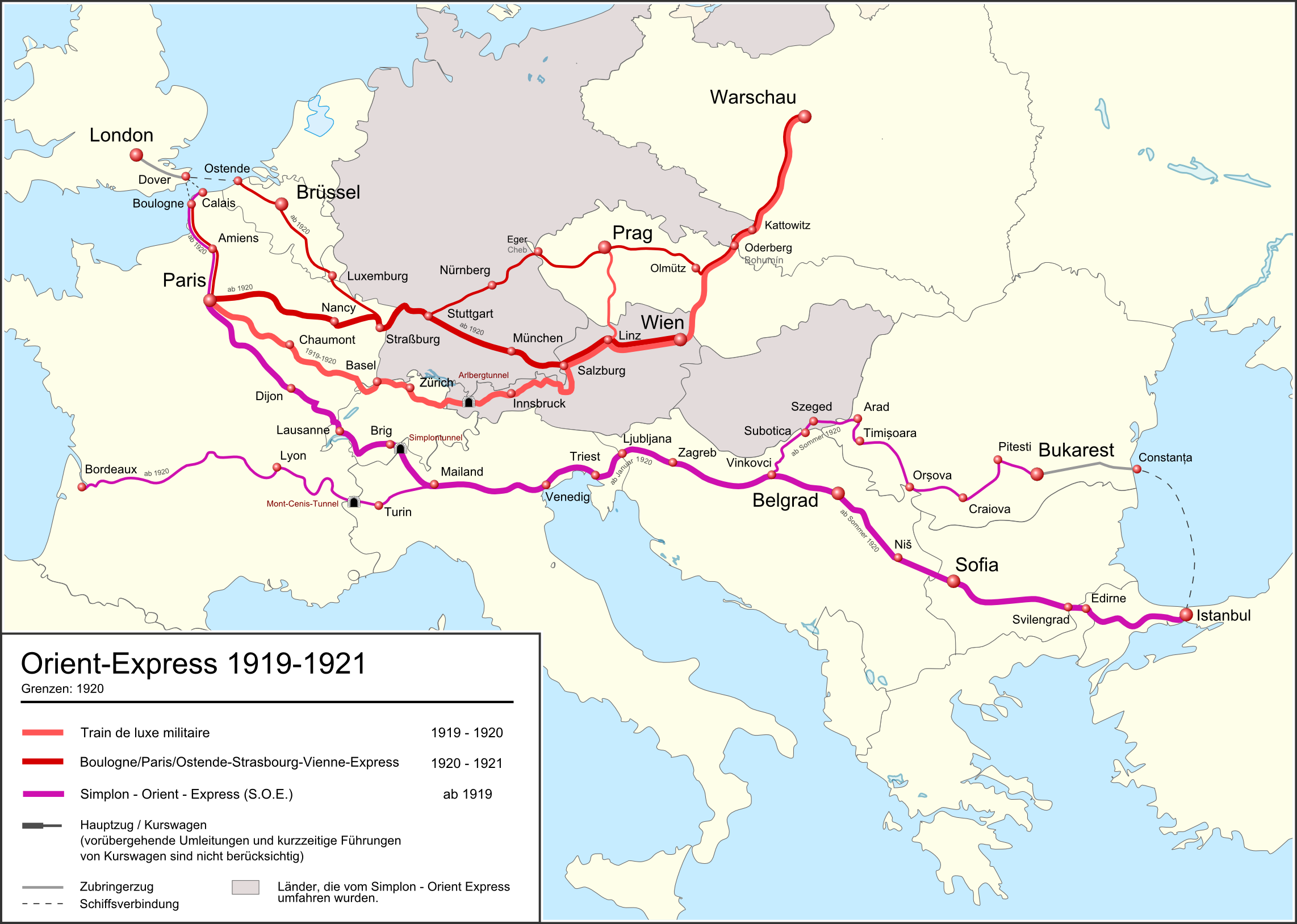
Routes 1919-1921

Tijdens de Eerste Wereldoorlog werd de dienst stilgelegd. Na afloop van de Eerste Wereldoorlog werd in het Verdrag van Versailles bepaald dat luxetreinen in Duitsland door de MITROPA geëxploiteerd zouden worden en niet meer door CIWL. De CIWL was gedwongen een nieuwe route te vinden voor de trein naar Istanboel, buiten Duitsland en Oostenrijk om. Dit werd de Simplon Oriënt-Express , die via de Simplontunnel in Zwitserland, Milaan, Triëst en Zagreb naar Istanboel reed. De Oriënt-Express herleefde tussen februari 1919 en juni 1920 als Oriënt Express, Train de luxe Militaire op het traject Parijs-Bazel-Arlberg-Praag-Warschau. Op 3 november 1924 werd de Suisse-Arlberg-Vienne Express in dienst genomen, die via Zwitserland en de Arlbergspoorlijn om Duitsland heen reed, maar verder de oorspronkelijke route volgde tussen Parijs en Wenen, met doorgaande rijtuigen van en naar Calais. Op 15 mei 1931 is deze trein omgedoopt in Arlberg-Oriënt Express en verlengd tot Boekarest, in 1932 nog gevolgd door doorgaande rijtuigen vanaf Boedapest naar Athene. In 1939 werd het treinverkeer stilgelegd.

## Jaartallen
- 1882 - Eerste proeftrein van Parijs naar Wenen
- 1883 - Vertrek van de eerste Oriënt-Express van Parijs naar Varna
- 1889 - Vertrek van de eerste Oriënt-Express van Parijs naar Istanboel
- 1891 - De Oriënt-Express wordt veelvuldig geplunderd
- 1892 - In de trein breekt een cholera-epidemie uit
- 1906 - Opening van de Simplontunnel in Zwitserland
- 1914 - Oriënt-Express wordt stilgelegd als gevolg van de Eerste Wereldoorlog
- 1918 - In een van de rijtuigen van de Oriënt-Express wordt de capitulatie van de Duitsers getekend waarmee een einde aan de Eerste Wereldoorlog komt.
- 1919 - Hervatting van de Oriënt-Express als Train de luxe militaire van Parijs naar Warschau
- 1919 - Hervatting van de dienst van Parijs naar Istanboel als Simplon Oriënt-Express
- 1924 - De Arlberg-Oriënt-Express rijdt voor de eerste maal
- 1929 - De Oriënt-Express komt vast te zitten in de sneeuw, wat Agatha Christie inspireert tot haar roman Moord in de Oriënt-expres
- 1931 - Een terroristische overval met een dodelijk slachtoffer
- 1939 - In de Tweede Wereldoorlog wordt het treinverkeer opgeheven. De overgave van Frankrijk wordt getekend in hetzelfde rijtuig waar in 1918 de Duitse overgave getekend werd.
- 1946 - De Oriënt-Express en de Arlberg Oriënt-Express worden niet meer herstart; alleen de Simplon Oriënt-Express is nog over.
- 1962 - De Simplon Oriënt-Express wordt vervangen door een langzamere verbinding genaamd de Direct Oriënt-Express, die alleen dagelijks rijdt van Calais naar Boedapest en van Parijs naar Belgrado, en twee keer per week een verbinding biedt van Parijs naar Istanbul en Athene.
- 1971 - Wagons-Lits stopt met het zelf rijden van treinen (en het inkomsten verkrijgen uit een toeslag op de kaartjes). In plaats daarvan verkoopt of leaset het al zijn rijtuigen aan de diverse nationale spoorwegmaatschappijen, maar blijft wel het personeel voor de rijtuigen verzorgen.
- 1976 - De rechtstreekse verbinding Parijs–Athene wordt opgeheven.
- 1977 - De Direct Oriënt-Express wordt opgeheven; de laatste rit Parijs–Istanbul rijdt op 19 mei. Een nachttrein onder de naam Oriënt-Express blijft echter rijden van Parijs naar Boedapest en Boekarest.
- 2001 - De verbinding wordt ingekort tot Parijs–Wenen als het treinenpaar 262/263.
- 2007 - Door de komst van de TGV Est-Européen tussen Parijs en Straatsburg wordt de verbinding per 10 juni 2007 ingekort tot Straatsburg-Wenen. De Oriënt-Express rijdt dagelijks op dit traject als doorgaande rijtuigen met treinnummers 264/265 die in Karlsruhe aan de nachttrein uit Amsterdam worden gehangen.
- 2008 - Vanaf december 2008 rijdt er weer een zelfstandig treinenpaar 468/469 tussen Straatsburg en Wenen.
- 2009 - De nachttrein Oriënt-Express wordt opgeheven op 13 december.
- 2021 - de Orient-express rijdt weer

## "Nostalgie"-treinen
Hoewel de vooroorlogse Oriënt-Express qua niveau van luxe vergelijkbaar was met andere CIWL-treinen heeft de naam van deze trein altijd een bijzondere "glans" gehad. In de jaren zeventig is de naam van de Oriënt-Express gebruikt voor luxe (en dure) particuliere treinen. Daarbij wordt gebruik gemaakt van gerestaureerd ex-CIWL-materieel bestaande uit Pullmanrijtuigen van de typen Fleche d'Or, Etolie du Nord en Cote d'Azur, luxe slaap- en restauratierijtuigen. Onder de naam Venice Simplon-Orient-Express worden door Belmond (onderdeel van luxe consortium LVMH) diverse diensten onderhouden tussen Londen en plaatsen zoals Verona en Venetië en sinds 2021 ook Amsterdam en Brussel. Op het Britse traject worden gerestaureerde Engelse Pullman-rijtuigen gebruikt. De CIWL zelf exploiteerde op het einde van de vorige eeuw met een aantal rijtuigen bijzondere ritten. Deze rijtuigen zijn nu het eigendom van de Franse spoorwegen, de SNCF, die hen verder exploiteert.